# Sternopriscus eikei
Sternopriscus eikei är en skalbaggsart som beskrevs av Lars Hendrich och Watts 2007. Sternopriscus eikei ingår i släktet Sternopriscus och familjen dykare. Inga underarter finns listade i Catalogue of Life.

## Bildgalleri

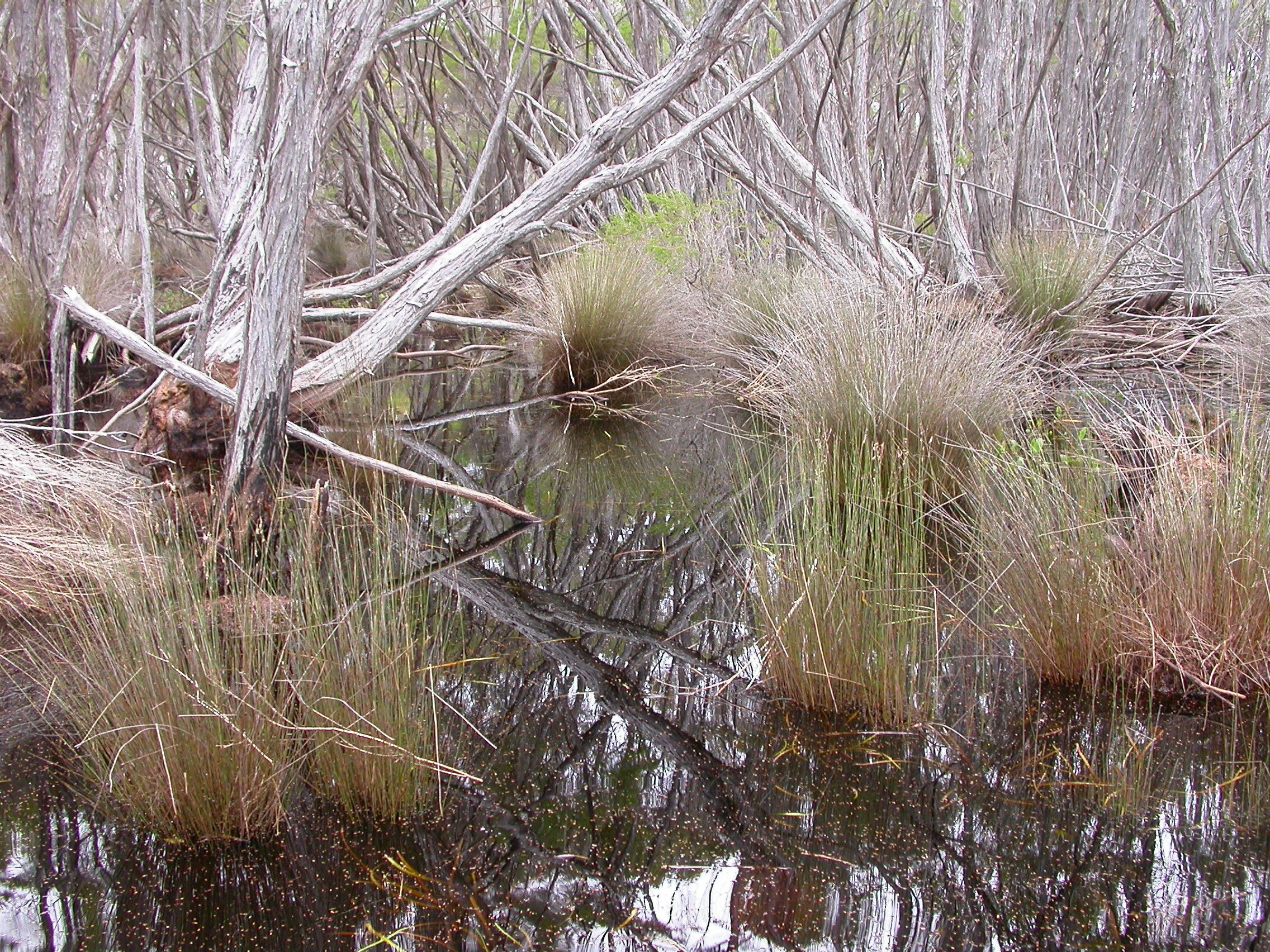